# Шивера

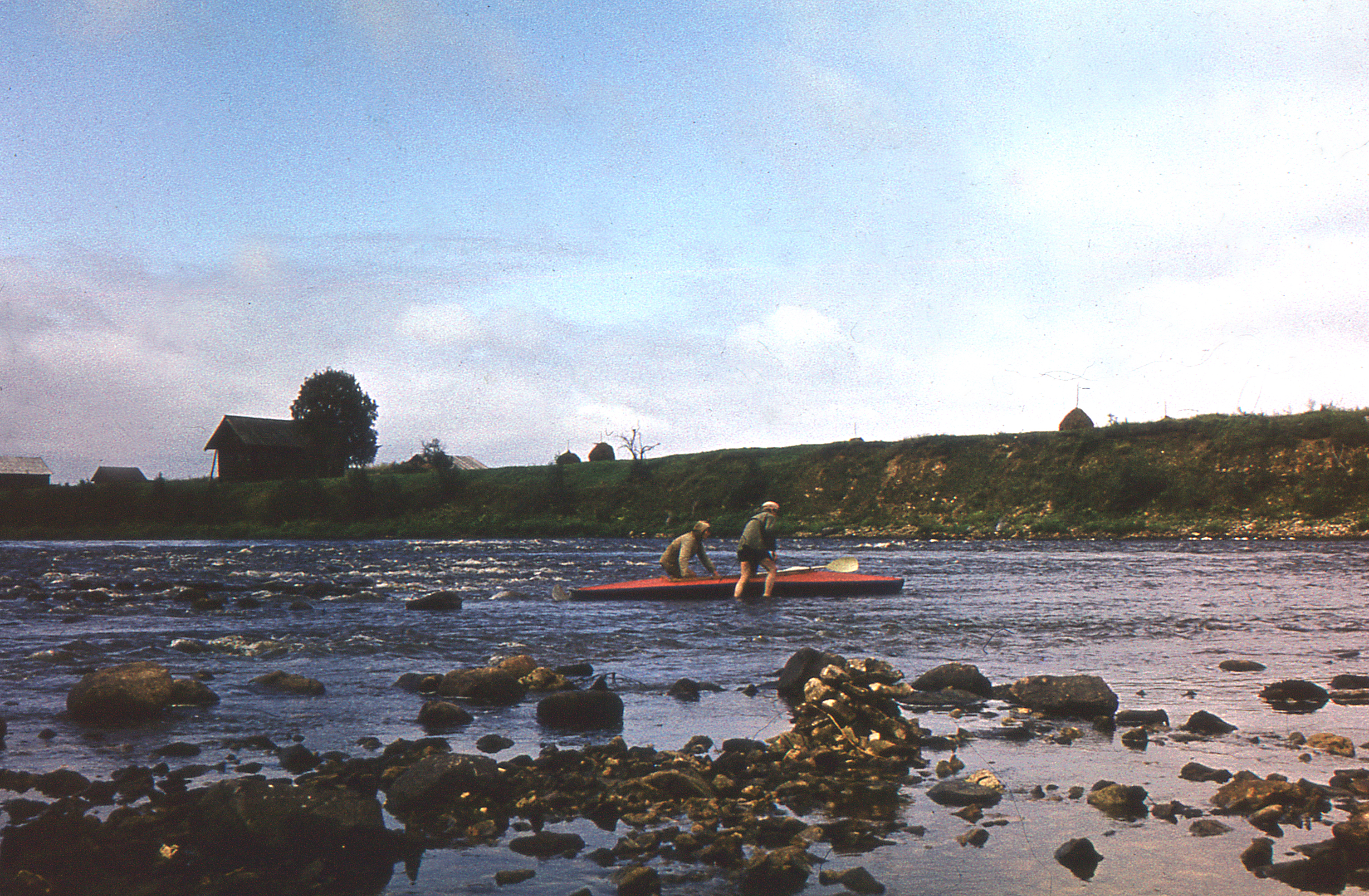
Шивера на реке Онеге

Ши́вера (мн. ч. ши́веры) — относительно мелководный (глубина до 1,5 — 2 м) участок реки с беспорядочно расположенными в русле подводными и выступающими из воды камнями и быстрым течением.
Макс Фасмер полагает, что термин шивера происходит от «Си́вер» — слова, бытовавшего в диалектах русского языка ещё в XIX веке.
Слово в таком его значении воспринято русскими и введено в лексикон в женском роде: «шивера» — «она». В первое время русскими сплавщиками по рекам слово употреблялось в мужском роде: «шивер» — «он». С течением времени произошла естественная трансформация слова.

## Другие определения термина
Шивера́ — «мелкий и быстрый перекат горной реки», — термин, бытующий в Сибири, на Камчатке, Колымском крае (смотри: Владимир Богораз, Владимир Даль).
Диалектическая форма вместо «Си́вер», как называли «северный склон».
Синоним: «Дно».
Производные: «шивальга», «шиверзить».
Шивера — «каменистый перекат на реке, мелководный участок реки в Сибири и на Дальнем Востоке».
Шивера — женского рода, среди сибиряков: «перекать, сарма, плоская гряда, порог речной; мелкое место во всю ширину реки, по твердому дну, плитняку, и быстрый скат, теченье»

## Описание
Протяжённость шиверы колеблется от нескольких десятков метров до нескольких километров. Из-за высокой скорости течения в шиверах возникают косые и прямые стоячие волны, обратные потоки, водяные ямы (бочки) за камнями. В отличие от порогов шиверы не имеют мощных сливов. Сливы обычно локальны, плохо прослеживается их последовательность, поэтому трудно выделить линию преимущественного стока воды — струю, по которой судно может безопасно двигаться в шивере.
Нередко шиверой называют какую-то часть большого порога. Например в лоции или описании приводится такой текст: «Порог начинается длинной несложной шиверой…»
Обычно шиверы образуются в реках, загроможденных большим количеством камней в ее русле и имеющих быстрое течение.
Так, на реке Индигирке шиверы протягиваются иногда на сотни метров. Такие участки реки можно увидеть за многие километры до подхода к шивере

## Шиверы на картах, в лоциях и описаниях
Большие и получившие известность шиверы обозначаются на физических и специальных картах с указанием их названия, если таковое имеется.